# Toxocaridae
Toxocaridae es una familia de parásitos nemátodos que infecta a cánidos (perros) y félidos (felinos, como el gato), y que puede causar toxocariasis en el ser humano (larva migrans visceral y larva migrans ocular). Los gusanos son incapaces de reproducirse dentro del cuerpo humano.[cita requerida]
Tres especies importantes son:
- Toxocara canis, que afecta a los perros.
- Toxocara cati, que afecta a los gatos y carece de huéspedes intermedios.
- Toxocara vitulorum, que afecta a los búfalos y a otros bovinos.

## Infección
Las infecciones por T. canis o T. cati producen la enfermedad llamada toxocariasis, y pueden causar varias manifestaciones clínicas. En una de ellas, la larva migrans visceral, es incapaz de desarrollarse en los seres humanos como lo hace en los gatos y en los perros, sus huéspedes naturales. La detención del desarrollo le permite a la larva migrar sin un destino fijo dentro del cuerpo, y causar inflamación, con mayor frecuencia en el hígado y en los pulmones.
Los huevos ingresan al cuerpo por el aparato digestivo. Esto puede ocurrir cuando los huevos hacen contacto con las manos o con el rostro, al manipular perros o gatos infectados. En los niños no expuestos a estos animales puede transmitirse mediante la ingestión directa de huevos procedentes del suelo contaminado. Desafortunadamente, a algunos niños infectados con estas larvas (larva migrans ocular se les ha diagnosticado en forma errónea retinoblastoma y se les ha realizado enucleación ocular. El mejor tratamiento, en este caso, consiste en matar a las larvas mediante terapia con láser para evitar mayor daño, aunque la pérdida de la visión que se haya producido en el ojo afectado es irreversible.[cita requerida]

## Diagnóstico
La identificación de las larvas mediante examen directo no es factible, de modo que el diagnóstico debe realizarse basado en la historia clínica y confirmarse por medio de estudios serológicos (ELISA).[cita requerida]

## Prevención y tratamiento
Existe una variedad de productos que se usan en el tratamiento del padecimiento producido por este parásito, como el mebendazol, el tiabendazol y el albendazol. El tratamiento de la larva migrans ocular se realiza por medio de fotocoagulación con láser.[cita requerida]
Es necesario desparasitar a la mascota cada seis meses y desparasitar a las personas que vivan con la mascota. Para descartar la presencia de este parásito en la mascota, es necesario examinar también el excremento de la mascota (análisis coproparasitoscópico), para asegurarse de que se encuentre libre del parásito.[cita requerida]
El hecho de que la mascota no tenga contacto con otros individuos de su misma especie no significa que esté libre del parásito, ya que puede transmitirse de una madre parasitada a sus cachorros a través de la placenta, y los cachorros pueden nacer con el parásito en su organismo. Toxocara es uno de los parásitos más comunes en los perros y en los gatos. Es posible reconocer los parásitos adultos en el excremento de la mascota porque tienen un gran parecido físico con una "pasta de fideo"; sin embargo, los huevos son microscópicos, y puede haber muchos de ellos en un excremento aparentemente sano.[cita requerida]